# Guy Carbonneau
Joseph Harry Guy Carbonneau (* 18. März 1960 in Sept-Îles, Québec) ist ein ehemaliger kanadischer Eishockeyspieler, -trainer und -funktionär, der im Verlauf seiner aktiven Karriere zwischen 1976 und 2000 unter anderem 1549 Spiele für die Canadiens de Montréal, St. Louis Blues und Dallas Stars in der National Hockey League auf der Position des Centers bestritten hat. Carbonneau, der dreimal die Frank J. Selke Trophy als bester Defensivstürmer der NHL erhielt, gewann zwischen 1986 und 1999 insgesamt dreimal den Stanley Cup – in den Jahren 1986 und 1993 mit den Canadiens de Montreál sowie im Jahr 1999 mit den Dallas Stars. Darüber hinaus gehört er seit dem Jahr 2019 der Hockey Hall of Fame an.

## Karriere
Carbonneau spielte während seiner Juniorenzeit zwischen 1976 und 1980 für die Saguenéens de Chicoutimi in der Ligue de hockey junior majeur du Québec. Dort wurden die Canadiens de Montréal auf ihn aufmerksam und holten ihn beim NHL Entry Draft 1979 in der dritten Runde als 44. Noch ein Jahr blieb er in Chicoutimi, bevor er von den Canadiens in ihr Farmteam zu den Nova Scotia Voyageurs in der American Hockey League geholt wurde.

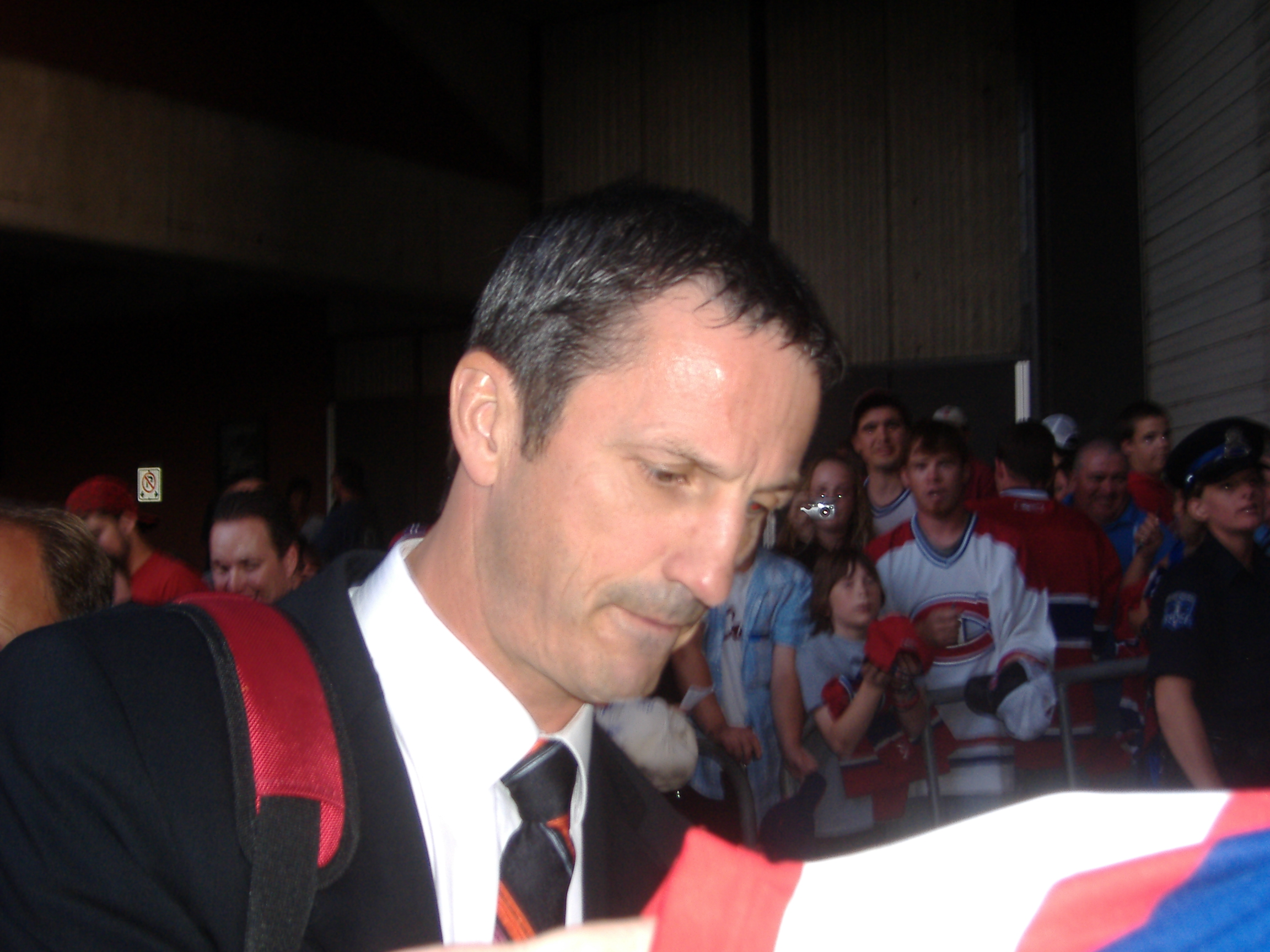
Carbonneau nach einem Spiel in Halifax 2007

Zweimal durfte er in der Saison 1980/81 auch in der NHL ran, während er die nächste Saison vollständig in der AHL verbrachte. In der Saison 1982/83 schaffte er dann den Durchbruch in der NHL. Dort zeigte er offensive Qualitäten und schaffte in Montreal meist um die 20 Tore, zeichnete sich aber auch durch seine defensiven Eigenschaften aus. Er wurde häufig zur Bewachung des gegnerischen Top-Spielers eingesetzt und wurde daher von vielen der Stars in der NHL gefürchtet. In der Saison 1985/86 gewann er mit den Canadiens seinen ersten Stanley Cup. Zum zweiten Mal gelang ihm das in der Saison 1992/93. Hier hatten die Los Angeles Kings das erste Finalspiel dank Wayne Gretzky gewonnen. Carbonneau überredete seinen Trainer Jacques Demers und durfte Gretzky fortan in Manndeckung nehmen. Nachdem Gretzky so ausgeschaltet war, gewannen die Canadiens mit Carbonneau als Mannschaftskapitän die Serie mit 4:1.
Zur Saison 1994/95 wechselte er nach 14 Jahren im Franchise der Habs im Tausch für Jim Montgomery zu den St. Louis Blues. Doch schon ein Jahr später ging seine Reise weiter zu den Dallas Stars, die Paul Broten gegen Carbonneaus Dienste eintauschen. In Dallas konnte er mit seiner Routine mithelfen in den Stanley-Cup-Playoffs 1999 zum dritten Mal die gleichnamige Trophäe zu gewinnen. Nach fünf Jahren in Dallas beendete er nach der verlorenen Finalserie gegen die New Jersey Devils zum Ende der Stanley-Cup-Playoffs 2000 seine aktive Karriere. Zu diesem Zeitpunkt war der inzwischen 41-Jährige der älteste Spieler der NHL.
Carbonneau ging zurück nach Montreal und leitete dort die Nachwuchsentwicklung. In dieser Position gehörte er auch dem Trainerstab der Canadiens an. Im Sommer 2002 holten ihn die Stars wieder nach Dallas. Dort war er Berater des General Managers. Als die Canadiens sich im Januar 2006 von ihren Coach Claude Julien trennten übernahm General Manager Bob Gainey den Job hinter der Bande und verpflichtete Carbonneau als Assistenztrainer. Zur Saison 2006/07 konzentrierte sich Gainey wieder auf seinen Job als General Manager und Carbonneau übernahm die Canadiens als Cheftrainer. 2008 war Carbonneau für den Jack Adams Award als bester Trainer des Jahres nominiert. Bei der Wahl belegte er den zweiten Platz hinter Bruce Boudreau von den Washington Capitals. Bis März 2009 war er in Montreal tätig, ehe Carbonneau durch Bob Gainey ersetzt wurde. Im Anschluss arbeitete er als Analyst für die Fernsehsender CBC Sports und Réseau des sports. Im Februar 2011 wurde er als Cheftrainer der Saguenéens de Chicoutimi aus der Ligue de hockey junior majeur du Québec verpflichtet.
Zu seinen Ehren führte die Ligue de hockey junior majeur du Québec die Trophée Guy Carbonneau für den besten defensiven Angreifer ein. Ferner wurde er im Jahre 2019 in die Hockey Hall of Fame gewählt.

## Erfolge und Auszeichnungen
| - 1980 LHJMQ Second All-Star Team - 1986 Stanley-Cup-Gewinn mit den Canadiens de Montréal - 1988 Frank J. Selke Trophy - 1989 Frank J. Selke Trophy - 1992 Frank J. Selke Trophy | - 1993 Stanley-Cup-Gewinn mit den Canadiens de Montréal - 1999 Stanley-Cup-Gewinn mit den Dallas Stars - 2009 Teilnahme am NHL All-Star Game (als Assistenztrainer) - 2019 Aufnahme in die Hockey Hall of Fame |

## Karrierestatistik
(Legende zur Spielerstatistik: Sp oder GP = absolvierte Spiele; T oder G = erzielte Tore; V oder A = erzielte Assists; Pkt oder Pts = erzielte Scorerpunkte; SM oder PIM = erhaltene Strafminuten; +/− = Plus/Minus-Bilanz; PP = erzielte Überzahltore; SH = erzielte Unterzahltore; GW = erzielte Siegtore; 1 Play-downs/Relegation; Kursiv: Statistik nicht vollständig)

### NHL-Trainerstatistik
(Legende zur Trainerstatistik: Sp oder GC = Spiele insgesamt; W oder S = erzielte Siege; L oder N = erzielte Niederlagen; T oder U = erzielte Unentschieden; OTL oder OTN = erzielte Niederlagen nach Overtime oder Shootout; Pts oder Pkt = erzielte Punkte; Pts% oder Pkt% = Punktquote; Win% = Siegquote; Resultat = erreichte Runde in den Play-offs)